# Molophilus (Molophilus) jenseni
Molophilus (Molophilus) jenseni is een tweevleugelige uit de familie steltmuggen (Limoniidae). De soort komt voor in het Australaziatisch gebied.